# 馬薩無臂鰨
馬薩無臂鰨為輻鰭魚綱鰈形目鰨亞目無臂鰨科的其中一種，為熱帶魚類，分布於東太平洋墨西哥下加利福尼亞至秘魯秘魯波多立哥皮薩羅淡水、半鹹水及海域，棲息深度1-20公尺，體長可達18公分，棲息在沿岸潟湖、河口區底層水域，以多毛類、甲殼類及小魚為食，生活習性不明，可作為食用魚。

## 扩展阅读
維基物種上的相關：馬薩無臂鰨